# Groene lijn (metro van Montréal)
De Groene lijn (Ligne verte) is een metrolijn van de Canadese stad Montréal. De lijn is onderdeel van de metro van Montréal. De bouw van de lijn, destijds aangeduid als lijn 1, begon op 23 mei 1962. Het eerste deel werd op 14 oktober 1966 geopend samen met het eerste deel van de oranje lijn. In 1976 volgde een verlenging naar het noorden om het Olympischcomplex aansluiting op de metro te geven, de verlenging ten zuiden van Atwater volgde in 1978.

## Stations
| Station          | Overstappunt | Foto * | Type                         | Geopend          | Ligging                        | Stadsdeel                     |
| ---------------- | ------------ | ------ | ---------------------------- | ---------------- | ------------------------------ | ----------------------------- |
| Honoré-Beaugrand |              | 110 !  | ondiep gelegen zuilenstation | 6 juni 1976      | 45° 35′ 47″ NB, 73° 32′ 7″ WL  | Mercier–Hochelaga-Maisonneuve |
| Radisson         |              | 120 !  | enkelgewelfdstation          | 6 juni 1976      | 45° 35′ 21″ NB, 73° 32′ 22″ WL | Mercier–Hochelaga-Maisonneuve |
| Langelier        |              | 130 !  | enkelgewelfdstation          | 6 juni 1976      | 45° 34′ 58″ NB, 73° 32′ 35″ WL | Mercier–Hochelaga-Maisonneuve |
| Cadillac         |              | 140 !  | enkelgewelfdstation          | 6 juni 1976      | 45° 34′ 37″ NB, 73° 32′ 48″ WL | Mercier–Hochelaga-Maisonneuve |
| Assomption       |              | 150 !  | ondiep gelegen zuilenstation | 6 juni 1976      | 45° 34′ 10″ NB, 73° 32′ 52″ WL | Mercier–Hochelaga-Maisonneuve |
| Viau             |              | 160 !  | kuip                         | 6 juni 1976      | 45° 33′ 38″ NB, 73° 32′ 51″ WL | Mercier–Hochelaga-Maisonneuve |
| Pie-IX           |              | 170 !  | ondiep gelegen zuilenstation | 6 juni 1976      | 45° 33′ 15″ NB, 73° 33′ 6″ WL  | Mercier–Hochelaga-Maisonneuve |
| Joliette         |              | 180 !  | enkelgewelfdstation          | 6 juni 1976      | 45° 32′ 48″ NB, 73° 33′ 6″ WL  | Mercier–Hochelaga-Maisonneuve |
| Préfontaine      |              | 190 !  | enkelgewelfdstation          | 6 juni 1976      | 45° 32′ 32″ NB, 73° 33′ 14″ WL | Mercier–Hochelaga-Maisonneuve |
| Frontenac        |              | 200 !  | enkelgewelfdstation          | 19 december 1966 | 45° 32′ 0″ NB, 73° 33′ 7″ WL   | Ville-Marie                   |
| Papineau         |              | 210 !  | enkelgewelfdstation          | 14 oktober 1966  | 45° 31′ 27″ NB, 73° 33′ 11″ WL | Ville-Marie                   |
| Beaudry          |              | 220 !  | enkelgewelfdstation          | 21 december 1966 | 45° 31′ 10″ NB, 73° 33′ 26″ WL | Ville-Marie                   |
| Berri-UQAM       |              | 580 !  | ondiep gelegen zuilenstation | 14 oktober 1966  | 45° 30′ 55″ NB, 73° 33′ 40″ WL | Ville-Marie                   |
| Saint-Laurent    |              | 590 !  | kuip                         | 14 oktober 1966  | 45° 30′ 41″ NB, 73° 33′ 52″ WL | Ville-Marie                   |
| Place-des-Arts   |              | 620 !  | ondiep gelegen zuilenstation | 14 oktober 1966  | 45° 30′ 30″ NB, 73° 34′ 6″ WL  | Ville-Marie                   |
| McGill           |              | 630 !  | ondiep gelegen zuilenstation | 14 oktober 1966  | 45° 30′ 15″ NB, 73° 34′ 18″ WL | Ville-Marie                   |
| Peel             |              | 640 !  | ondiep gelegen zuilenstation | 14 oktober 1966  | 45° 30′ 3″ NB, 73° 34′ 29″ WL  | Ville-Marie                   |
| Guy-Concordia    |              | 650 !  | enkelgewelfdstation          | 14 oktober 1966  | 45° 29′ 44″ NB, 73° 34′ 46″ WL | Ville-Marie                   |
| Atwater          |              | 660 !  | ondiep gelegen zuilenstation | 14 oktober 1966  | 45° 29′ 22″ NB, 73° 35′ 11″ WL | Westmount                     |
| Lionel-Groulx    |              | 730 !  | kuip                         | 3 september 1978 | 45° 28′ 56″ NB, 73° 34′ 51″ WL | Le Sud-Ouest                  |
| Charlevoix       |              | 740 !  | dubbelgewelfdstation         | 3 september 1978 | 45° 28′ 42″ NB, 73° 34′ 9″ WL  | Le Sud-Ouest                  |
| LaSalle          |              | 750 !  | kuip                         | 3 september 1978 | 45° 28′ 16″ NB, 73° 33′ 59″ WL | Verdun                        |
| De L'Église      |              | 760 !  | dubbelgewelfdstation         | 3 september 1978 | 45° 27′ 46″ NB, 73° 34′ 1″ WL  | Verdun                        |
| Verdun           |              | 770 !  | kuip                         | 3 september 1978 | 45° 27′ 34″ NB, 73° 34′ 23″ WL | Verdun                        |
| Jolicoeur        |              | 780 !  | kuip                         | 3 september 1978 | 45° 27′ 25″ NB, 73° 34′ 54″ WL | Le Sud-Ouest                  |
| Monk             |              | 790 !  | enkelgewelfdstation          | 3 september 1978 | 45° 27′ 4″ NB, 73° 35′ 37″ WL  | Le Sud-Ouest                  |
| Angrignon        |              | 800 !  | ondiep gelegen zuilenstation | 3 september 1978 | 45° 30′ 42″ NB, 73° 31′ 59″ WL | LaSalle                       |

* De sorteerwaarde van de foto is de ligging langs de lijn